# Tänassilma (Saku)
Tänassilma  – wieś w Estonii, w prowincji Harju, w gminie Saku.